# Cynolebias attenuatus
 Cynolebias attenuatus és un peix de la família dels rivúlids i de l'ordre dels ciprinodontiformes.

## Morfologia
Els mascles poden assolir els 10,5 cm de longitud total i les femelles els 7,08.

## Distribució geogràfica
Es troba a Sud-amèrica: Brasil.